# هلينياني
هلينياني (Глиняни) هي مدينة في محافظة لفيف في أوكرانيا.